# Стоян Каролев
Стоян Несторов Каролев е български литературен критик и историк. Чичо на икономиста Владимир Каролев.

## Биография
Роден е на 23 февруари 1921 г. в Стара Загора. Завършва славянска филология в Софийския университет „Климент Охридски“ (1943). Професор от 1960 г.
Защитава органичните звена между критиката, историята и теорията на литературата. Разработва жанра на литературния портрет. Най-голяма популярност му носи тритомното изследване „Жрецът-воин. Пенчо Славейков“.
Член на Съюза на българските писатели. Член на БКП. Член на Клуба за подкрепа на гласността и преустройството в България и на Обществения комитет за екологична защита на град Русе.
Заслужил деятел на културата (1971). Носител на литературни и обществени награди.
Умира на 30 септември 2005 г. в София.